# Kokemäenjoki
Il Kokemäenjoki, letteralmente fiume di Kokemäki, è il fiume principale della Finlandia sud-occidentale. Nasce dal lago di Liekovesi a Vammala e scorre verso ovest fino a gettarsi nel Golfo di Botnia.